# Constanza de Normandía
Constanza de Normandía (entre 1057-1061 Normandía - 13 de agosto de 1090) era hija de Guillermo el Conquistador y Matilde de Flandes. Ella era princesa de Inglaterra por nacimiento y también duquesa de Bretaña a través de su matrimonio con el duque Alano IV de Bretaña.

## Biografía
Se decía que ella era la más altamente dotada de todas las hijas del Conquistador. Como era la favorita de su madre, se le ofreció más tarde en matrimonio, en 1086, a Alano IV de Bretaña, y los dos se casaron en Caen, Normandía. Constanza murió sin hijos, quizás envenenada, el 13 de agosto de 1090, y fue enterrada en la iglesia de San Melaine, en St Melans, Redon.
En 1672, su tumba fue descubierta y abierta. Dentro había algunos fragmentos de un material de lana en el que  cuerpo había sido envuelto y una cruz de plomo con su epitafio grabado con el nombre de su padre, el marido y la fecha de la muerte.